# Sphagnum sect. Acutifolia
Die Sektion Acutifolia (Sphagnum sect. Acutifolia) ist ein Teil der Gattung der Torfmoose (Sphagnum). Die Arten der Sektion Acutifolia sind außer in der Antarktis weltweit verbreitet. In den Tropen werden vor allem gebirgige Regionen besiedelt.

## Beschreibung

### Erscheinungsbild, Stamm, Ast und Blätter
Die Arten der Sektion Acutifolia sind Torfmoose von kleiner bis normaler Größe und selten kräftiger entwickelt. Die Köpfchen, auch Endknospen genannt, sind unterschiedlich geformt; die Färbung variiert von grün über braun und rosa bis zu rot. Ast- und Stammblätter sind üblicherweise unterschiedlich geformt.
Die grünen, roten oder braunen Stämme besitzen eine zwei- bis vierschichtige Epidermis mit fibrillenlosen, glatten, dünnwandigen Hyalocyten, die meist keine Poren und selten bei einigen Arten Poren aufweisen.
Die am Stamm aufrecht stehenden, dreieckigen bis zungen-spatelförmigen Stammblätter sind ähnlich groß wie die Astblätter. Der Blattrand ist ganzrandig und bei einer Art fransig gestaltet. Die Blattspitze variiert von ganzrandig und spitz bis zu geschlitztem Blattrand bei sehr breiter Spitze. Die rhombusähnlichen bis S-gestaltigen Hyalocyten sind glatt und können mit Fibrillen ausgestattet sein. Sie haben keine Poren oder besitzen bei manchen Arten Poren, die entweder ungeteilt oder ein- bis zweigeteilt sind und auf der inneren Oberfläche meist resorbiert, auf der äußeren Oberfläche dagegen vollständig vorhanden sind.
Die in faszikel- oder wirtelähnlichen Büscheln stehenden Äste sind insofern zweigestaltig, als die zwei (selten drei) spreizenden Äste üblicherweise länger und dicker als die ein bis zwei hängenden Äste sind. Die grünen Aststämme sind von einer Schicht einzelner oder in Gruppen stehender, fibrillenlosen, einporigen Hyalocyten umgeben, die bei U-förmigem Umriss und mehr oder weniger deutlichen Fortsätzen glatt und dünnwandig gestaltet sind.
Die eiförmigen bis eiförmig-lanzettlichen Astblätter sind bis auf eine Art mit gezähntem Blattrand ganzrandig und zur Spitze hin eingerollt. Die glatten, fibrillenlosen Hyalocyten besitzen auf der konvexen Blattunterseite runde bis elliptische Poren entlang den an den Chlorocyten liegenden Zellwänden. Auf der konkaven Blattoberseite sind sie weniger zahlreich, rund, größer und meist frei. Die im Querschnitt dreieckigen bis trapezoiden Chlorocyten sind an der konkaven Blattoberseite breiter hervorgehoben; die Endwände sind nicht verstärkt.

### Geschlechtliche Ausrichtung, Kapsel und Sporen
Die Arten der Sektion Acutifolia sind normalerweise diözisch, gelegentlich aber auch monözisch ausgerichtet. Die kugeligen, zwei Millimeter oder knapp weniger messenden Kapseln besitzen wenige bis viele Pseudoporen. Die auf beiden Seiten grob- bis feinwarzigen Sporen können Auswüchse aufweisen und messen üblicherweise weniger als 30 Mikrometer. Die zur Basis hingewendete Laesura erreicht typischerweise weniger als oder die Hälfte des Sporendurchmessers.

## Systematik
Die Sektion Acutifolia in der Gattung Sphagnum wurde 1855 von William Wilson in Bryologia Britannicae, Seite 20, aufgestellt.
Synonyme für Acutifolia sind Sphagnum sect. Acisphagnum A.L.Andrews, Sphagnum sect. Acuta Lesq. & James, Sphagnum sect. Fimbriata Szafran, Sphagnum sect. Litophloea Russow, Sphagnum sect. Longifolia Szafran, Sphagnum sect. Mollia Schimp., Sphagnum sect. Pyncnosphagnum Müll.Hal. und Sphagnum sect. Truncata Husn.

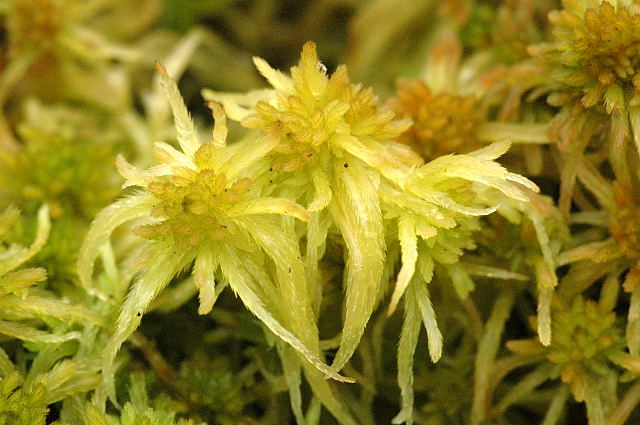
Gefranstes Torfmoos (Sphagnum fimbriatum)

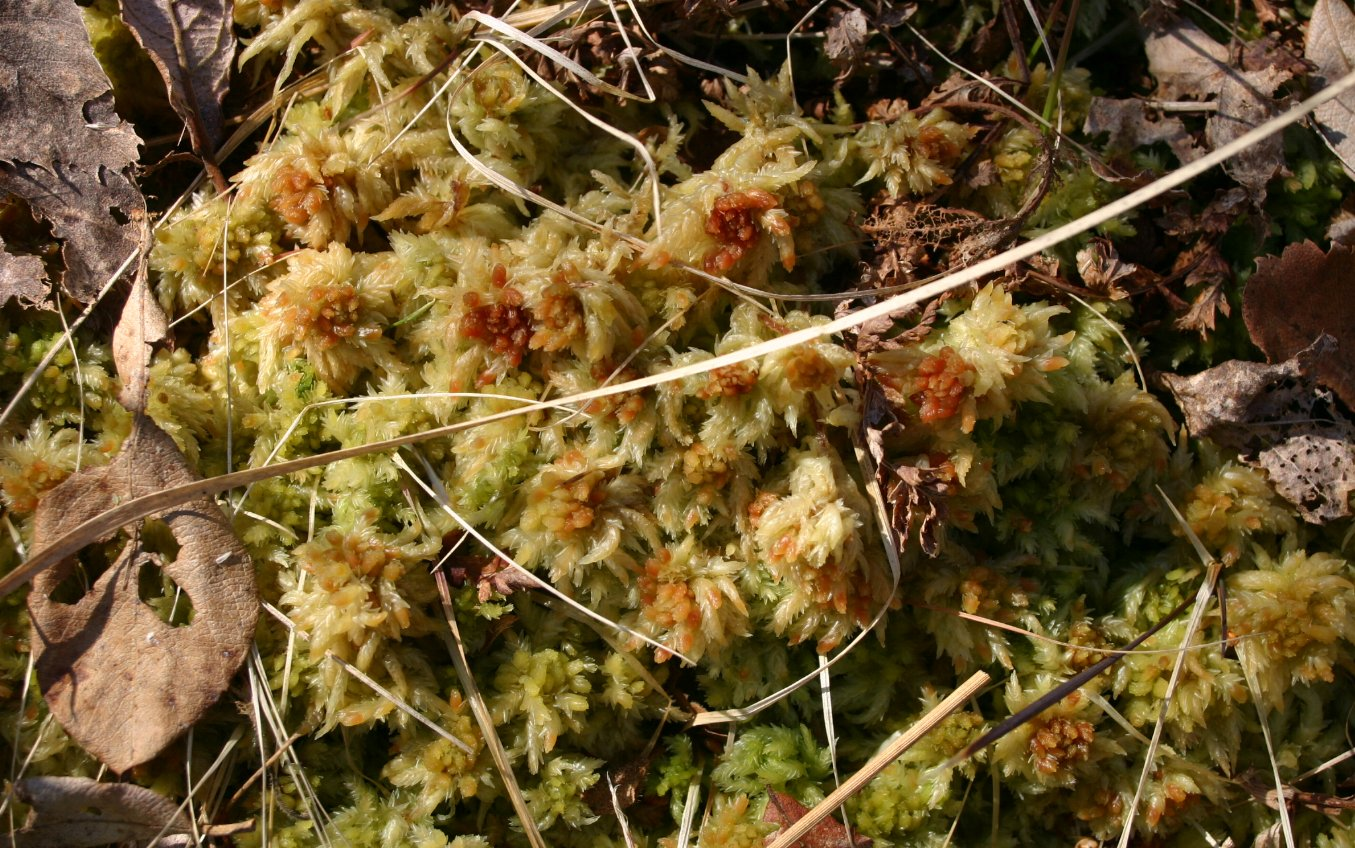
Braunes Torfmoos (Sphagnum fuscum)

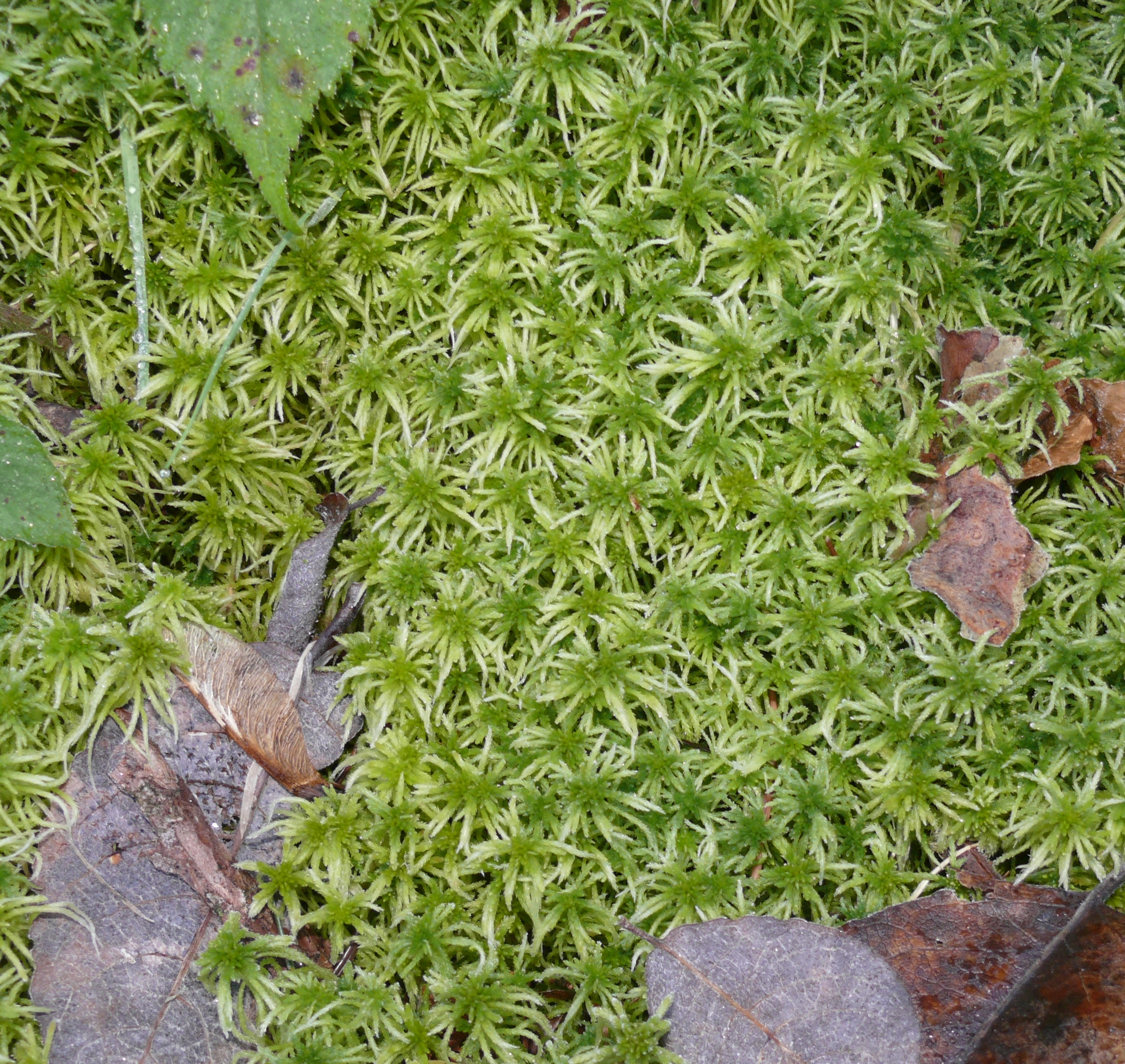
Girgensohns Torfmoos (Sphagnum girgensohnii)

Innerhalb der Sektion Acutifolia werden etwa sechzig Arten geführt (nachstehend eine Auswahl):
- Sphagnum andersonianum R.E.Andrus: Die Heimat ist Europa und Nordamerika.
- Sphagnum angermanicum Melin (Syn.: Sphagnum nemoreum var. angermanicum (Melin) Rønning): Die Heimat ist Europa und Nordamerika.
- Sphagnum arcticum Flatberg & Frisvoll: Die Heimat ist Eurasien und Nordamerika.
- Sphagnum bartlettianum Warnst. (Syn.: Sphagnum bartlettianum var. roseum Warnst.): Die Heimat ist Europa und Nordamerika.
- Sphagnum beothuk R.E.Andrus: Die Heimat ist das nordöstliche Kanada.
- Sphagnum bergianum R.E.Andrus: Die Heimat liegt im nordöstlichen Kanada und Alaska.
- Hain-Torfmoos (Sphagnum capillifolium (Ehrh.) Hedw., Syn.: Sphagnum acutifolium Ehrh. ex Schrad., Sphagnum capillaceum (Weiss) Schrank, Sphagnum capillifolium var. viride Jenn., Sphagnum margaritae H.A.Crum, Sphagnum nemoreum Scop. nom.dub., Sphagnum palustre var. und ssp. capillifolium Ehrh.): Das Hauptverbreitungsgebiet liegt in Eurasien und Nordamerika.
- Gefranstes Torfmoos (Sphagnum fimbriatum Wilson & Hook.): Die globale Verbreitung erstreckt sich von Eurasien, Nordamerika und Südamerika sowie dem südlichen Afrika und Neuseeland bis zu verschiedenen pazifischen Inseln des antarktischen Florenreichs.
- Sphagnum flavicomans (Cardot) Warnst. (Syn.: Sphagnum acutifolium var. flavicomans Cardot, Sphagnum plumulosum var. flavicomans (Cardot) A.L.Andrews, Sphagnum subnitens var. flavicomans (Cardot) Warnst., Sphagnum subnitens var. obscurum Warnst., Sphagnum subnitens var. viride Warnst.): Die Heimat ist Nordamerika.
- Braunes Torfmoos (Sphagnum fuscum (Schimp.) H.Klinggr., Syn.: Sphagnum acutifolium var. fuscum Schimp., Sphagnum tenuifolium Warnst., Sphagnum vancouveriense Warnst.): Die Heimat liegt in Eurasien und Nordamerika.
- Girgensohns Torfmoos oder Girgensohnsches Torfmoos (Sphagnum girgensohnii Russow, Syn.: Sphagnum mehneri Warnst.): Die Heimat ist Eurasien und Nordamerika.
- Sphagnum junghuhnianum Dozy & Molk. (Syn.: Sphagnum junghuhnianum subsp. pseudomolle (Warnst.) H.Suzuki; Sphagnum pseudomolle Warnst.): Die Heimat liegt auf den westkanadischen Queen Charlotte Islands und im östlichen Asien.
- Weiches Torfmoos (Sphagnum molle Sull., Syn.: Sphagnum labradorense Warnst., Sphagnum tabulare Sull.): Die Heimat ist Eurasien und Nordamerika sowie möglicherweise Ostasien.
- Fünfzeiliges Torfmoos (Sphagnum quinquefarium (Lindb. ex Braithw.) Warnst., Syn.: Sphagnum acutifolium Schrad. var. quinquefarium Lindb. in Braithw., Sphagnum plumulosum Röll var. quinquefarium (Lindb.) Röll, Sphagnum schofieldii H.A.Crum): Die Heimat ist Eurasien und Nordamerika.
- Rötliches Torfmoos (Sphagnum rubellum Wilson, Syn.: Sphagnum acutifolium var. tenellum Schimper; Sphagnum capillaceum var. tenellum (Schimper) A.L.Andrews und Sphagnum capillifolium var. tenellum (Schimper) H.A.Crum): Die Heimat ist Eurasien und Nordamerika.
- Sphagnum rubiginosum Flatberg: Die Heimat ist Europa und Nordamerika.
- Russow-Torfmoos (Sphagnum russowii Warnst., Syn.: Sphagnum acutifolium Schrad. var. robustum Russow, Sphagnum robustum (Warnst.) Röll): Die Heimat ist Europa, Ostasien und Nordamerika.
- Sphagnum sitchense R.E.Andrus: Die Heimat ist Alaska.
- Sphagnum subfulvum Sjörs (Syn.: Sphagnum nitidum Warnst.): Die Heimat ist Eurasien und Nordamerika.
- Glanz-Torfmoos (Sphagnum subnitens Russow & Warnst., Syn.: Sphagnum acutifolium Schrad. var. plumosum Mild., Sphagnum plumulosum Röll): Die Heimat ist Eurasien, Nordamerika und Südamerika, Nordafrika und Neuseeland.
- Sphagnum subtile (Russow) Warnst. (Syn. Sphagnum acutifolium var. subtile Russow, Sphagnum nemoreum var. subtile (Russow) Nyholm): Die Heimat ist Europa und Nordamerika.
- Sphagnum talbotianum R.E.Andrus: Die Heimat ist Alaska.
- Warnstorfs Torfmoos (Sphagnum warnstorfii Russow, Syn.: Sphagnum warnstorfianum Du Rietz): Die Heimat ist Eurasien und Nordamerika.
- Sphagnum wilfii H.A.Crum: Die Heimat ist das westkanadische Britisch-Kolumbien und das US-amerikanische Alaska.